# Bab El Kasbah

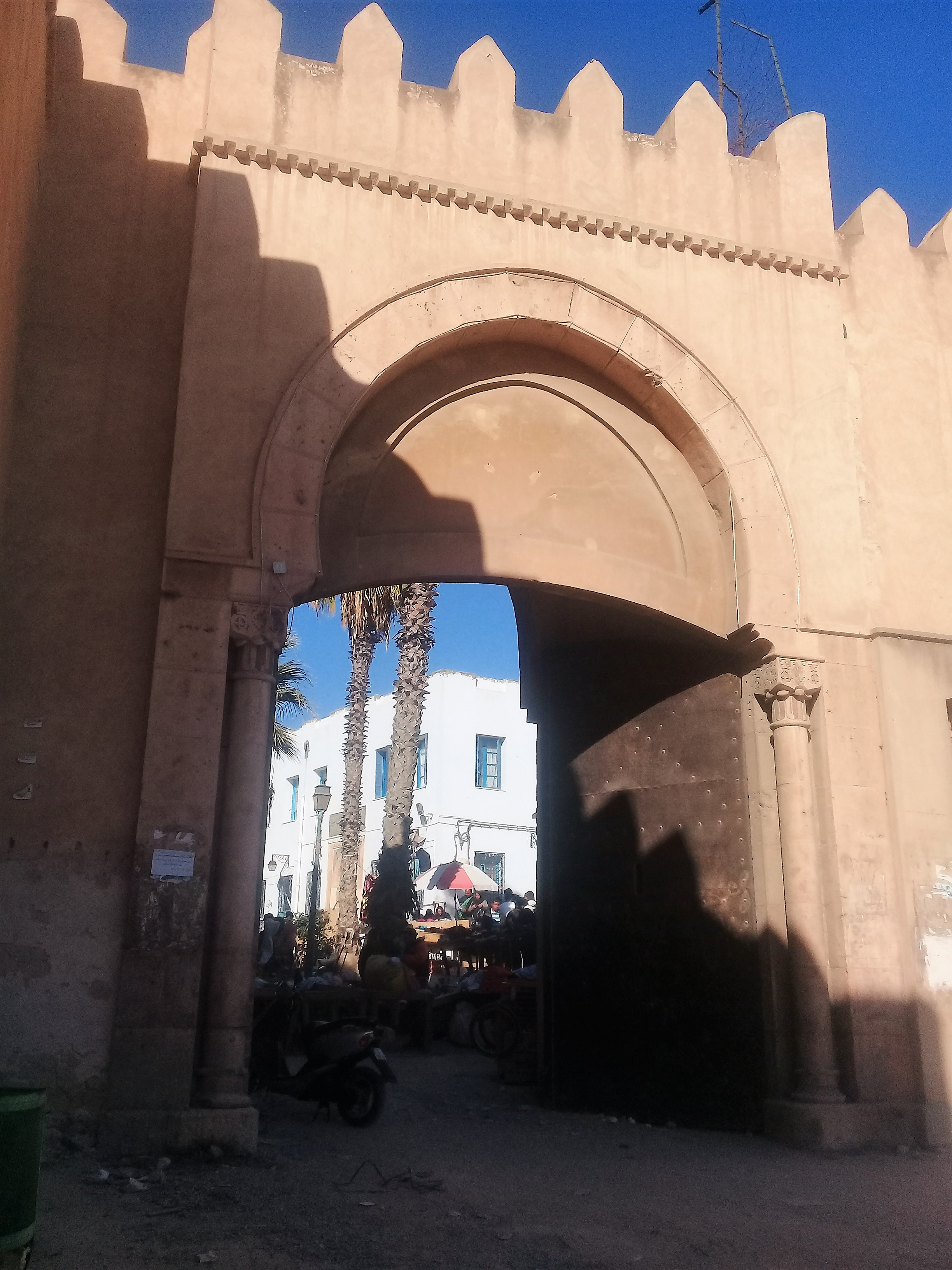
Bab El Kasbah

Bab El Kasbah (arabisch باب القصبة, DMG Bāb al-Qaṣba) ist eines der Eingangstore der Medina von Sfax. Es befindet sich auf der westlichen Seite der südlichen Stadtmauer und ermöglicht den Zugang zum Platz neben der Kasbah von Sfax.
Ursprünglich ist das Tor unter dem Namen Bab Jedid (Neues Tor) bekannt, weil es Ende des 19. Jahrhunderts – über tausend Jahre nach der Erbauung der beiden historischen Tore Bab Jebli und Bab Diwan – das erste neu erbaute Tor ist. Mit dem Mauerdurchbruch soll das Gebiet entlastet und der Austausch mit dem Kolonialviertel des Bab El Bhar erleichtert werden. Seit seiner Restaurierung 1960 besitzt das Tor einen zweiten, kleineren Nebeneingang neben dem Hauptportal.
Durch das Tor gelangt man in der Medina auf einen großen Platz, der von der Moschee Sidi Ilyes an der Stirnseite, dem Mausoleum des Scheichs Mefteh und der Madrasa Abbassiyya im Osten und der namensgebenden Kasbah im Westen begrenzt wird. Auf der Außenseite weist das Tor auf den Platz der Résistance, den Jardin de Dakar und das technische Gymnasium auf der gegenüberliegenden Seite der Avenue Ali-Belhouane.

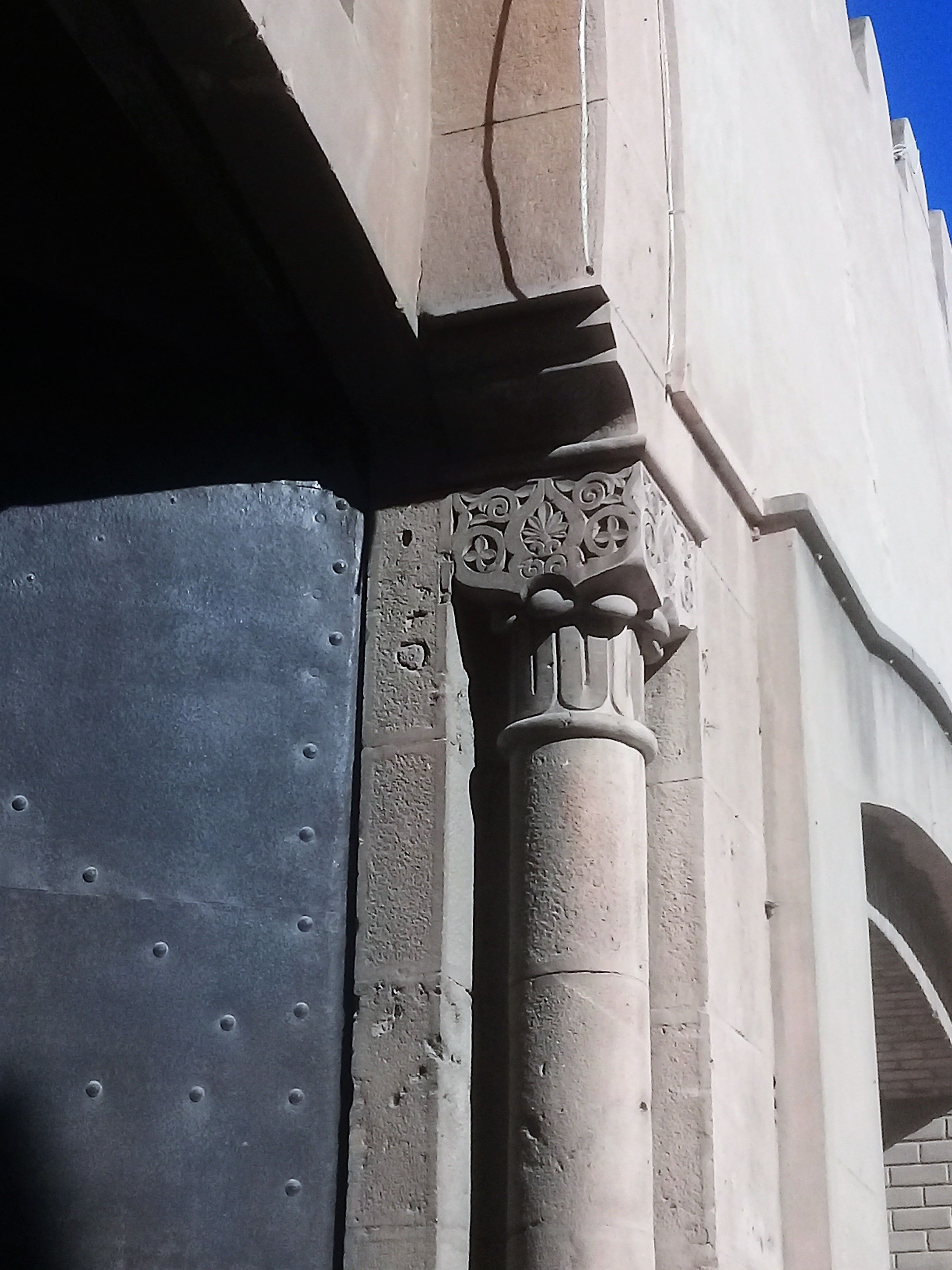
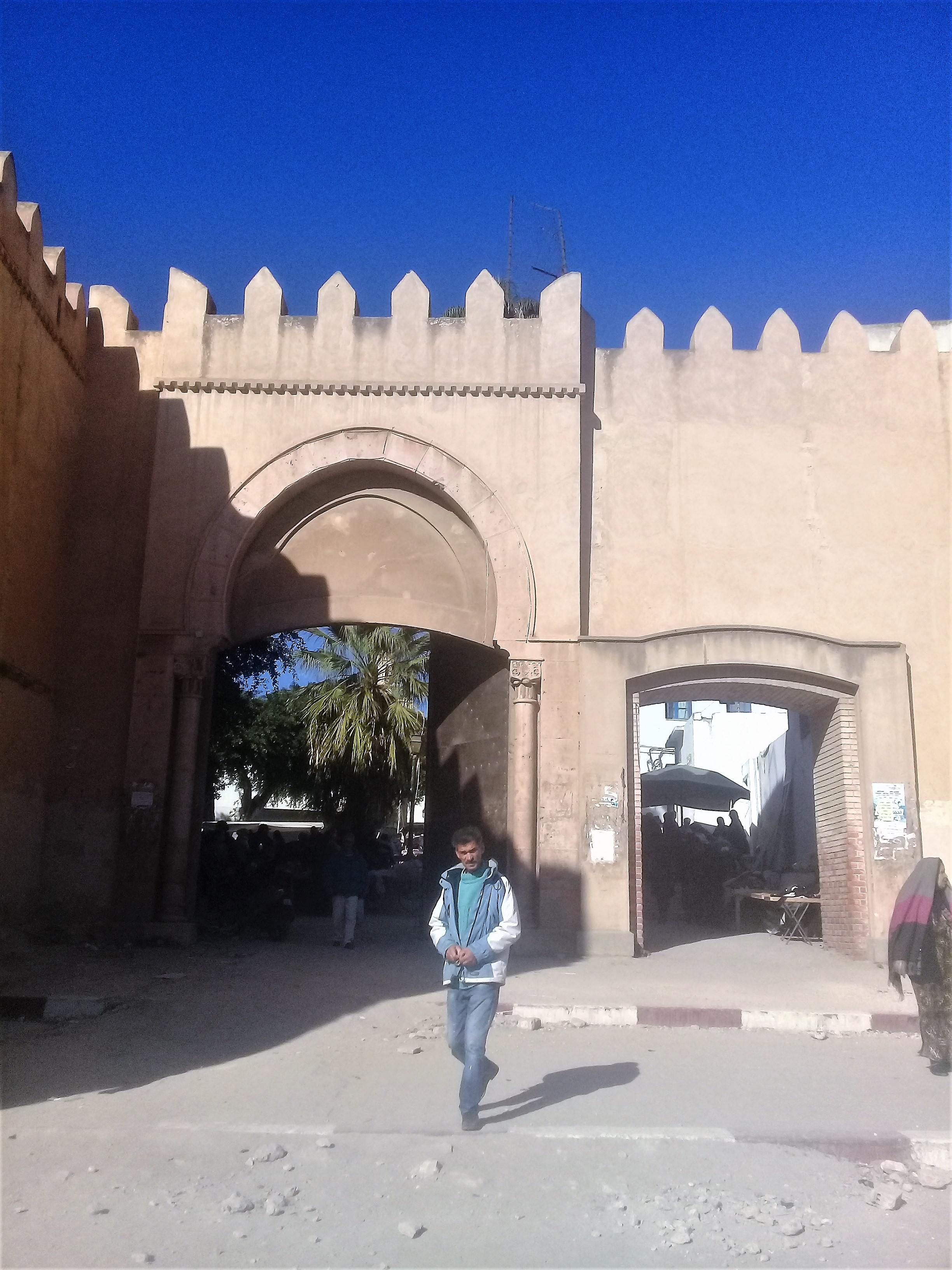
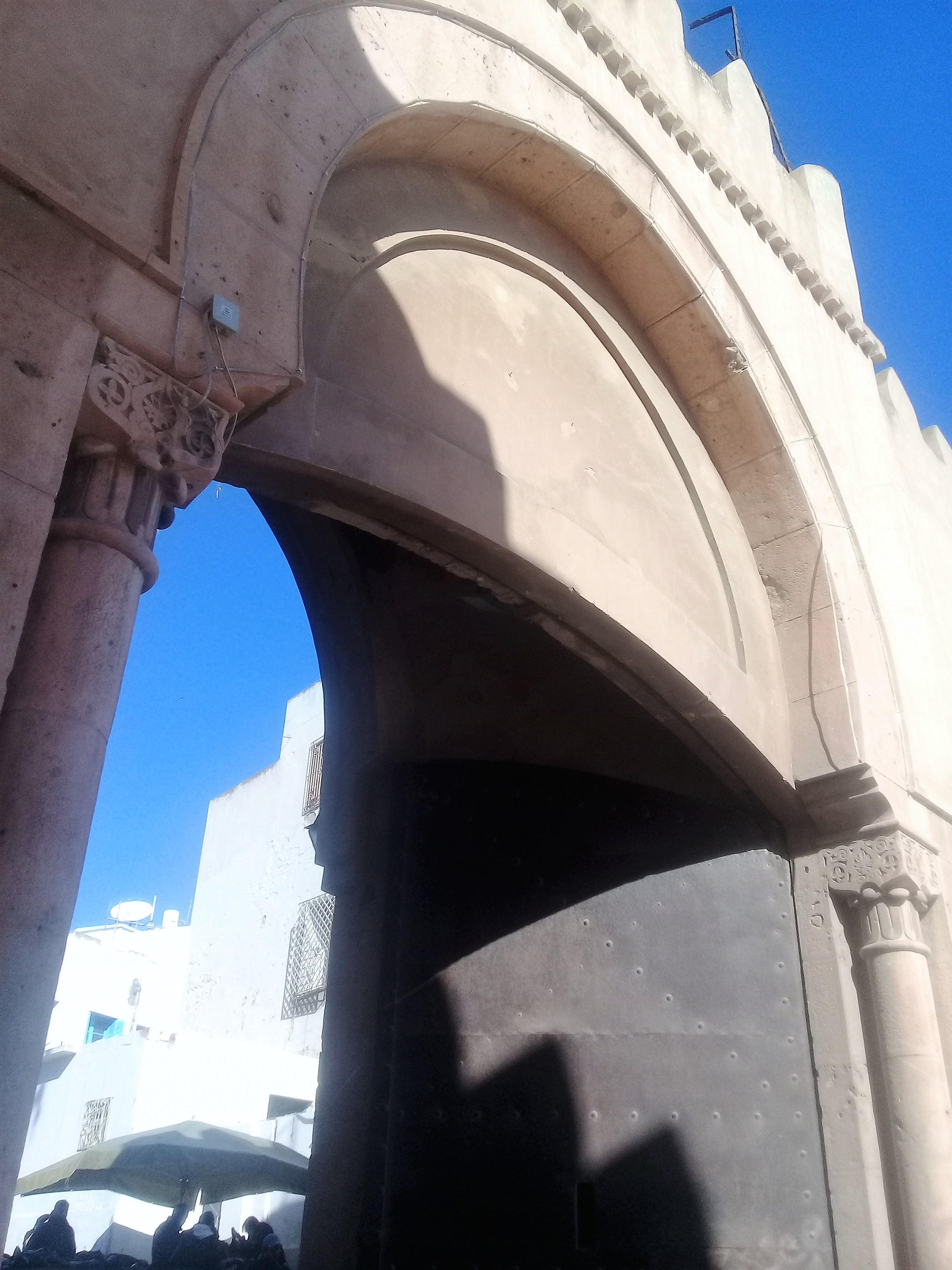
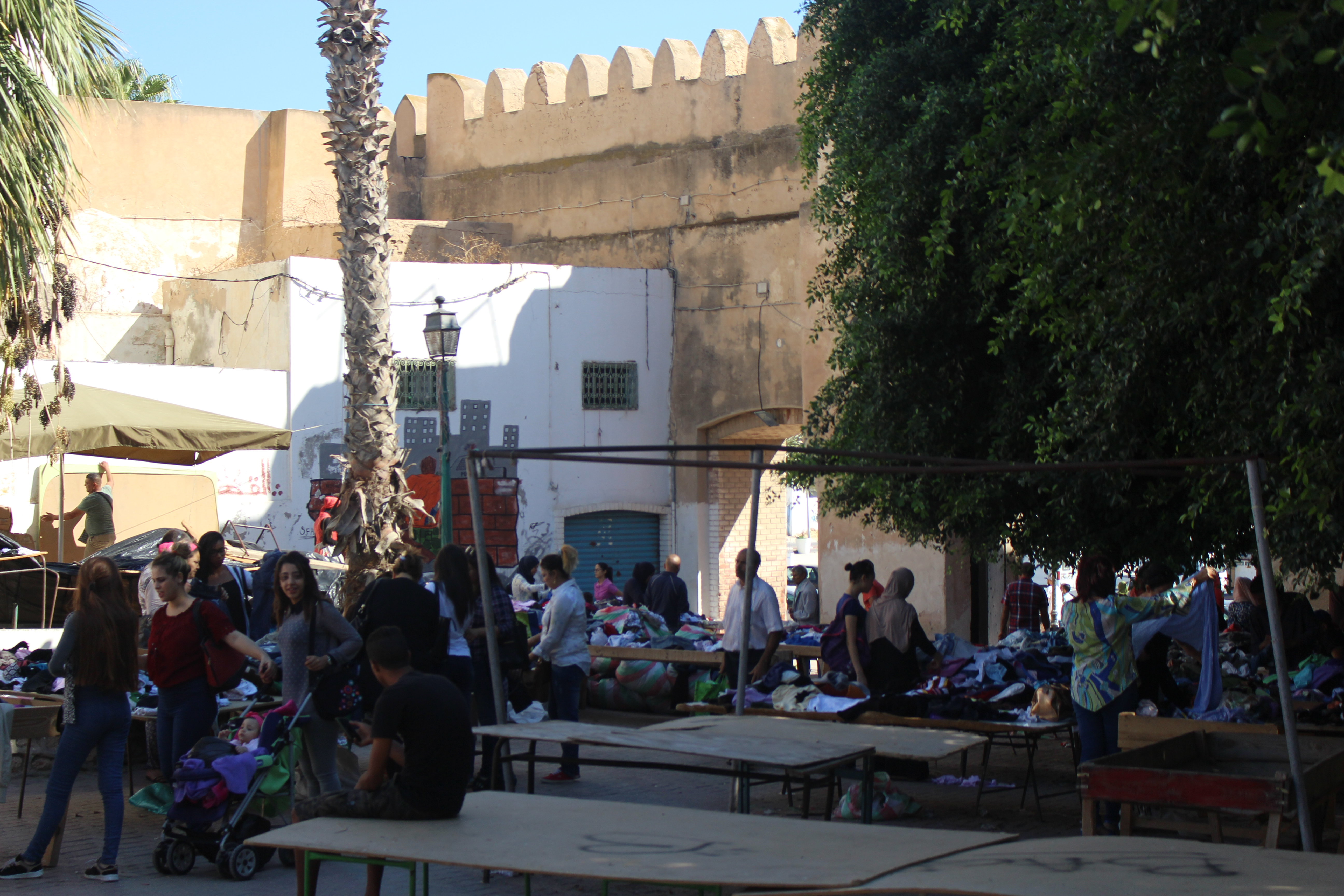